# Christian Mortensen (115-årig)
 For alternative betydninger, se Christian Mortensen. (Se også artikler, som begynder med Christian Mortensen)
Christian Mortensen (født Thomas Peter Thorvald Kristian Ferdinand Mortensen; 16. august 1882 i Skaarup, Skanderborg Kommune, Østjylland, død 25. april 1998 i San Rafael, Californien, USA) var indtil d. 28. december 2012 anerkendt som den mand i verden, der har haft det længste liv. Ved sin død var han 115 år og 252 dage gammel, Guinness Rekordbog. D. 28. september 2012 har japaneren Jiroemon Kimura slået Christian Mortensens rekord som verdens ældste mand nogensinde.  Mortensen er den anerkendt ældste person nogensinde født i Danmark. Umiddelbart før sin død var han desuden verdens næstældste levende person efter den knap to år ældre Sarah Knauss.
Blandt dokumentationen for Mortensens alder findes registreringen af hans dåb i Fruering Kirke (Fruering Sogn) den 26. december 1882, de danske folketællinger i 1890 og 1901, samt hans konfirmation i 1896.
I 1903 emigrerede Mortensen som 21-årig til USA, hvor han boede forskellige steder og arbejdede inden for forskellige brancher, blandt andre som mælkemand og på en bilfabrik. I Danmark havde han været gårdskarl og i skrædderlære. Mortensen var tilsyneladende kun gift en kort overgang og fik ingen børn.
De sidste tyve år af sit liv, boede han på plejehjemmet Aldersly Retirement Community i San Rafael ved San Francisco.